# Сацума (посёлок)
Са́цума (яп. さつま町 Сацума-тё:) — посёлок в Японии, находящийся в уезде Сацума префектуры Кагосима. Площадь посёлка составляет 303,43 км², население — 22 723 человека (1 августа 2014), плотность населения — 74,89 чел./км².

## Географическое положение
Посёлок расположен на острове Кюсю в префектуре Кагосима региона Кюсю. С ним граничат города Иса, Идзуми, Сацумасендай, Кирисима и посёлок Юсуй.

## Население
Население посёлка составляет 22 723 человека (1 августа 2014), а плотность — 74,89 чел./км². Изменение численности населения с 1980 по 2005 годы:
| 1980 | 30 650 чел. |  |
| 1985 | 30 284 чел. |  |
| 1990 | 29 063 чел. |  |
| 1995 | 28 141 чел. |  |
| 2000 | 27 331 чел. |  |
| 2005 | 25 688 чел. |  |

## Символика
Деревом посёлка считается клён, цветком — орхидные, птицей — Phyllostachys heterocycla.